# Филиппинский шерстокрыл
Филиппинский шерстокрыл, или шерстокрыл, или кау́ган (лат. Cynocephalus volans), — млекопитающее отряда шерстокрылов.

## Внешний вид
Небольшой зверёк, размером с кошку: длина тела до 42 см, хвоста 11-27 см, масса 1-1,6 кг. Мордочкой напоминает крылана; глаза большие, лоб широкий, уши небольшие закруглённые. Конечности одинаковой длины, снабжены острыми когтями. Летательная перепонка самая крупная среди планирующих млекопитающих — она соединяет все конечности, шею и хвост шерстокрыла; на лапах между пальцами имеются перепонки, ещё больше увеличивающие площадь планирования. Волосы, покрывающие тело и летательную перепонку, очень мягкие и густые. Окраска у шерстокрыла сверху обычно буро-рыжая или серовато-коричневая с нерезкими желтовато-белыми пятнами на боках, снизу светло-бурая или желтоватая. Зубов 34.

## Распространение и образ жизни
Населяет шерстокрыл Филиппинские острова: Минданао, Самар, Лейте, Бохол, Басилан.

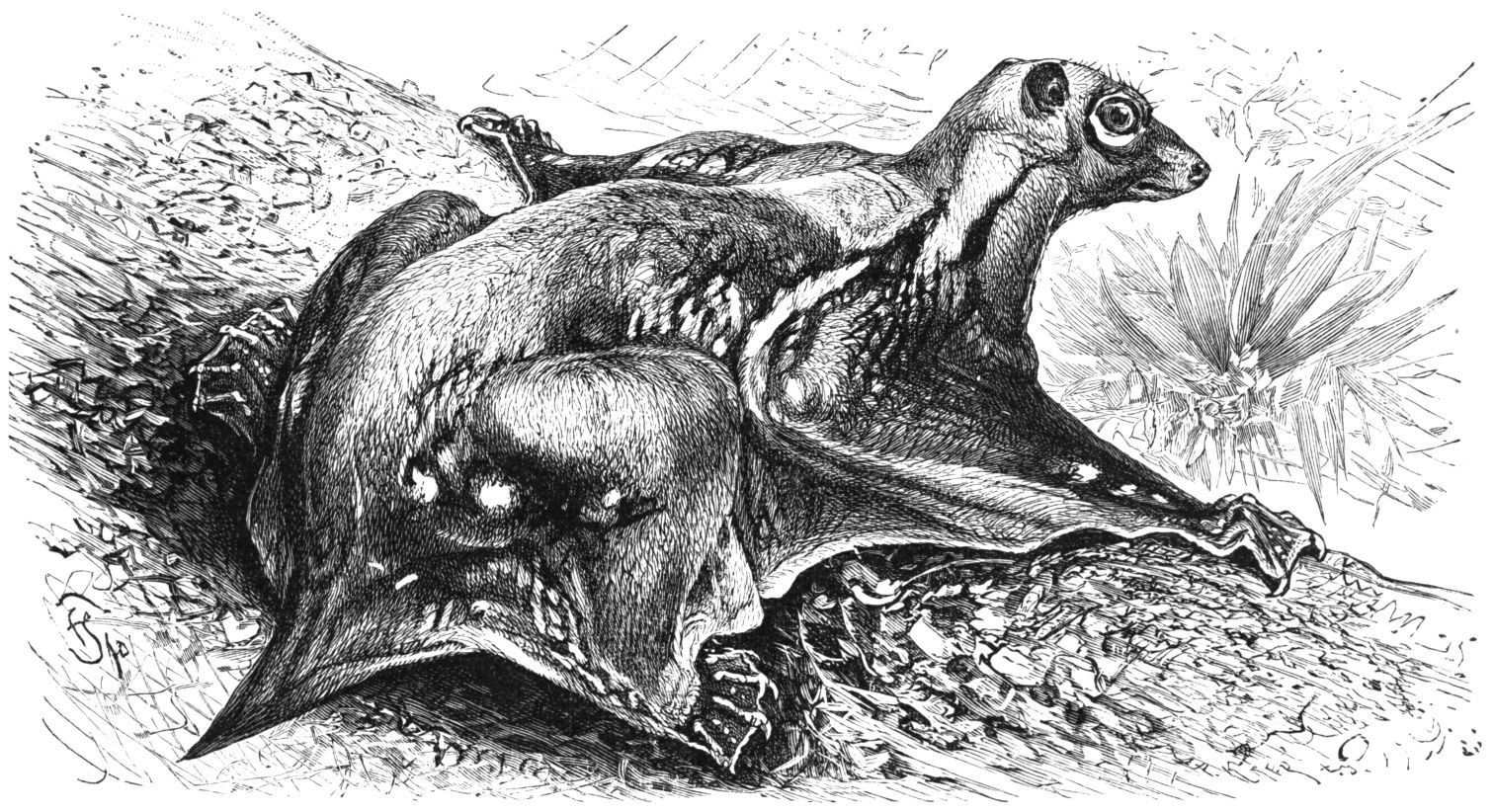
Рисунок шерстокрыла из книги А. Брема

Вот как описывал шерстокрыла Альфред Брем в своей «Энциклопедии»:
Мы услышали вдруг крик, но такой странный и ужасный, что сочли его за крик ребёнка или стон погибающего. Время от времени он таким раздирающим диссонансом оглашал воздух тихой ночи, что туземцы, преисполненные суеверного страха, прекратили свой веселый говор и боязливо сомкнулись около огня в тесный кружок. Объяснение этих таинственных звуков скоро, впрочем, нашлось: предполагавшийся злой дух представился нашим взорам, медленно пронесшись над нашими головами. Это был шерстокрыл, который, перелетая с одного дерева на другое, издавал время от времени такие неприятные, стонущие звуки.
Шерстокрылы ведут строго древесный образ жизни. Живут во влажных дождевых лесах; иногда поселяются на плантациях кокосовых пальм. Это ночные животные; день они проводят, сидя на ветке или свисая с неё, уцепившись всеми четырьмя лапами, подобно ленивцу. Прячутся также в дуплах. Наиболее активны в часы после заката и перед утренней зарёй. Шерстокрылы легко и бесшумно планируют, спрыгивая с верхушек деревьев; при этом они расправляют кожную складку, широко расставляют ноги и вытягивают хвост. Максимальная дальность полета достигает 130—140 м; расстояние в 20-30 м шерстокрыл пролетает, почти не теряя высоты. Как показали наблюдения, при полете на расстояние 136 м шерстокрыл потерял в высоте всего 10-12 м. Во время полёта он способен регулировать его направление, изменяя натяжение перепонки. На ствол соседнего дерева он садится подобно белке-летяге — поставив туловище в вертикальное положение и хватаясь за ствол сразу четырьмя лапами. Из-за отсутствия противопоставленных больших пальцев лазает шерстокрыл не слишком хорошо. По стволу наверх он карабкается резкими короткими толчками. На земле же шерстокрыл беспомощен и неуклюж и передвигается ползком, стараясь влезть на любой вертикальный предмет. Шерстокрылы территориальны и придерживаются определённых участков леса.
Питаются они исключительно растительной пищей — листвой, почками, цветами и плодами деревьев. Большую часть рациона составляют молодые листья.
Шерстокрылы очень чистоплотны и постоянно ухаживают за своей шерстью. Они вычёсывают её своими зубами (точнее, нижними резцами, имеющими зазубрины). Если зубы сильно забиваются грязью и старой шерстью, зверьки вычищают их языком, покрытым особыми бугорками. После завершения всей этой процедуры шерстокрылы покрывают себя зеленовато-жёлтой пудрой, выделяемой особыми образованиями на коже, и тем самым маскируются, становясь похожими на древесные лишайники.

### Размножение
Особенностями размножения кагуаны напоминают сумчатых. После 60 дней беременности самка рожает 1 (редко 2) крохотного, голого и слепого детёныша. Около 6 месяцев он проводит, цепляясь за брюхо матери, которая перемещается и прыгает по деревьям вместе с ним. Хвост самка подворачивает так, что образуется подобие сумки. Растут молодые кагуаны очень медленно, достигая взрослых размеров только в 2-3 года.

## Природоохранный статус
Шерстокрылы занесены в Красную книгу МСОП по статусом «уязвимый вид» (vulnerable). Хотя этот вид достаточно обычен, он страдает от сведения первичных лесов и сельскохозяйственного освоения территорий. Кагуаны также считаются вредителями плантаций, поскольку объедают плоды, листья и цветки. В ряде районов местные жители охотятся на шерстокрылов ради их вкусного мяса и мягкого меха. По некоторым данным, шерстокрылы составляют едва ли не 90 % рациона вымирающего филиппинского орла обезьяноеда, хотя и остаётся неясным, каким образом дневной хищник выслеживает этих скрытных ночных зверьков.